# Belmontet
Belmontet – miejscowość i dawna gmina we Francji, w regionie Oksytania, w departamencie Lot. W 2013 roku jej populacja wynosiła 151 mieszkańców. 
W dniu 1 stycznia 2016 roku z połączenia pięciu ówczesnych gmin – Belmontet, Lebreil, Montcuq, Sainte-Croix oraz Valprionde – utworzono nową gminę Montcuq-en-Quercy-Blanc. Siedzibą gminy została miejscowość Montcuq. 